# 에비노 지진
에비노 지진(일본어: えびの地震) 은 1968년 2월 21일에 일본의 에비노고원에서 발생한 지진이다. 지진 규모는 M6.1. 본진이 발생하기 전에 M5.7의 전진이 있었다. 또한 다음날에도 M5.6의 여진이 발생했다. 지진으로 산사태가 빈발했다.

## 개요
1968년 2월 21일 8시 51분 37초에 진도 5(M5.7), 다음 날인 2월 22일 19시 19분 05초에도 진도 5(M5.6)를 기록했다. 일본 기상청은 21일 오전 10시 45분 지진을 에비노 지진으로 명명하고, 8시 51분 진동을 전진, 다음날인 22일 19시 19분 진동을 여진으로 분류했다.군발지진으로 생각된다.
- 21일 8시 51분 발생한 전진부터 다음 달 3월 25일 1시 21분 발생한 여진(에비노에서 진도 5 내지 진도 6[9])까지 진도 5 이상의 지진이 5번 발생했고, 그 중 4번의 지진 에서 피해가 발생했다.
- 흔들림은 거의 규슈 전역에서 관측되었고, 피해는 미야자키현, 구마모토현, 가고시마현 3현에 걸쳐 발생했으며, 특히 마사유키 지구와 가고시마현 아이라군요시마쓰초(현 욧수이마츠초 요시마쓰 지구)의 피해가 컸다.
- 토지 특성상 시라스(지질)의 붕괴로 인한 피해가 많았다.
- 피해 현황은 사망자 3명, 부상자 44명, 전소 498가구, 반파 1,278가구, 반파 4,866가구이다. 이 외에도 철도, 도로 등의 단절, 교량 파손, 경작지 매몰 등이 발생했다.
- 지진으로 약해진 지반은 1972년 쇼와 47년 7월 호우의 집중호우로 붕괴되어 피해를 입었다[10].

## 같이 보기
- 일본의 지진 목록

## 참고 문헌
- 国立天文台 『理科年表 令和3年』 丸善 P.801 ISBN 978-4-621-30560-7